# ماري إبستاين
ماري إبستاين (بالفرنسية: Marie Epstein)‏ هي منتجة أفلام وكاتبة سيناريو ومخرجة وممثلة فرنسية، ولدت في 14 أغسطس 1899 في وارسو في بولندا، وتوفيت في 24 أبريل 1995 في باريس في فرنسا.
قامت ماري إبستاين مع جان بينوا ليفي سنة 1934 بإخراج فيلم إيطو والذي تدور أحداثه عن فترة الحماية الفرنسية على المغرب.

## وصلات خارجية
- ماري إبستاين على موقع IMDb (الإنجليزية)
- ماري إبستاين على موقع ألو سيني (الفرنسية)
- ماري إبستاين على موقع أول موفي (الإنجليزية)
- ماري إبستاين على موقع قاعدة بيانات الأفلام السويدية (السويدية)
- ماري إبستاين على موقع قاعدة بيانات الفيلم (الإنجليزية)
- ماري إبستاين على موقع كينوبويسك (الروسية)